# Maizeroy
Maizeroy é uma comuna francesa na região administrativa de Grande Leste, no departamento de Mosela. Estende-se por uma área de 8,73 km². Em 2010 a comuna tinha 398 habitantes (densidade: 45,6 hab./km²).